# Góra (Bałtów)
Góra – część wsi Bałtów w Polsce, położona w województwie świętokrzyskim, w powiecie ostrowieckim, w gminie Bałtów.
W latach 1975–1998 Góra administracyjnie należała do województwa kieleckiego.
Wierni Kościoła rzymskokatolickiego należą do parafii Matki Bożej Bolesnej w Bałtowie.